# Kirsty Barr
Kirsty Barr (Craigavon, 12 settembre 1988) è un tiratrice a volo britannica.

## Palmarès
- Europei

Leobersdorf 2018: argento nel trap.